# Krak

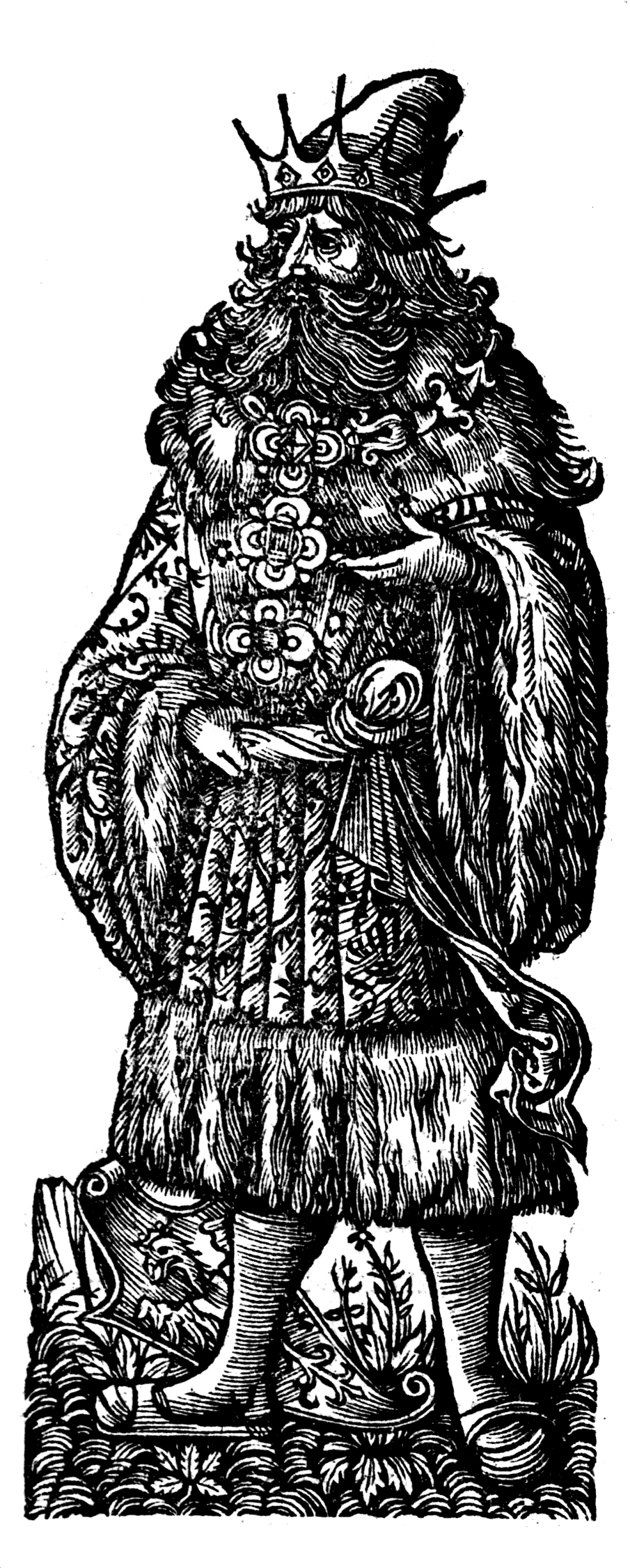
Darstellung in der Chronica Polonorum (1519)

Krak (latinisiert auch Cracus) soll der Legende nach ein Stammesführer der Wislanen am Flusslauf der Weichsel gewesen sein. Seine Existenz ist laut heutiger Geschichtswissenschaft nicht belegbar. Er gilt als der angebliche Begründer der Stadt Krakau (polnisch Kraków) und ist Held der Sage um den Wawel-Drachen.
Krak soll durch eine List den am Fuße des Wawelhügels lebenden menschenfressenden Wawel-Drachen besiegt haben, indem er ihm mit Steinen gefüllte Schafsattrappen zum Fraß gab. Ihm wird auch der Bau des Wawel-Schlosses zugeschrieben.
Laut Wincenty Kadłubek, der als Urheber der Legende um Krak gilt, war dieser auch Vater der sagenhaften Wanda, die nach seinem Tod Herrscherin der Polen werden und dabei einen deutschen Ritter heiraten sollte. Nach der Version im 16. Jahrhundert fand Wanda das letztere inakzeptabel und brachte sich selber um. Nach einer früheren Version der Geschichte starb der deutsche Ritter, aber Wanda hatte ein langes Leben. Krak und Wanda sollen im Krak- und im Wanda-Hügel bei Krakau beigesetzt sein. Beide Hügelgräber sind bisher nicht exakt datiert.
Schon vor Kadłubek hatte Cosmas von Prag die Legende von Krok und dessen Tochter Libussa erfunden.